# Tipsport Superliga 2016/2017
Tipsport Superliga 2016/2017 byla 24. ročníkem nejvyšší mužské florbalové soutěže v Česku.
Základní část soutěže hrálo 12 týmů dvakrát každý s každým. Do play-off postoupilo prvních 8 týmů. Poslední 4 týmy hrály play-down o sestup. Základní část vyhrál tým Technology Florbal MB, který o tři body překonal rekord týmu Florbal Chodov z předchozí sezóny. Nový rekord překonala sama Boleslav (a další dva týmy), hned v následující sezóně, ale v již rozšířené soutěži.
Mistrovský titul získal podruhé tým FAT PIPE Florbal Chodov, vítěz předchozího ročníku, který ve finále porazil tým Technology Florbal MB.
Nováčky v této sezoně byly týmy FBC Liberec a Kanonýři Kladno, výherci 1. ligy a baráže v předchozí sezóně. Liberec se do Superligy vrátil po jedné sezóně, Kladno po dvou.
V důvodu rozšíření Superligy o dva týmy na celkových 14 od následujícího ročníku, měly play-down Superligy a play-off 1. ligy v této sezóně jiný formát než předešlé a následující ročníky. 1. liga měla dvojité finále a oba vítězné týmy, Florbal Ústí, a TJ Znojmo LAUFEN CZ, postoupily do Superligy. Play-down se hrálo jen na jedno kolo. Baráž hrály oba poražení, proti poraženým týmům finále 1. ligy. FBC Liberec Superligu udržel. Kanonýři Kladno sestoupili a byli v následující sezóně nahrazeni týmem FBC Česká Lípa.
Jiří Curney překonal rekord Libora Schneidera celkových 267 gólů v základní části Superligy a Patrik Dóža překonal o bod pět let starý rekord Matěje Jendrišáka 74 bodů v sezóně.

## Základní část
V základní části se všechny týmy dvakrát utkaly každý s každým. Po skončení základní části postoupilo prvních 8 týmů do play-off. Poslední čtyři týmy základní části (9. až 12. místo) se spolu utkaly v play-down.
| Poř. | Tým                           | Z  | V  | VP | PP | P  | VG  | OG  | B  |
| ---- | ----------------------------- | -- | -- | -- | -- | -- | --- | --- | -- |
| 1.   | Technology Florbal MB         | 22 | 20 | 1  | 1  | 0  | 169 | 71  | 63 |
| 2.   | FAT PIPE Florbal Chodov       | 22 | 16 | 1  | 2  | 3  | 174 | 121 | 52 |
| 3.   | Tatran Střešovice             | 22 | 13 | 0  | 1  | 8  | 144 | 126 | 40 |
| 4.   | 1. SC TEMPISH Vítkovice       | 22 | 12 | 1  | 1  | 8  | 146 | 129 | 39 |
| 5.   | itelligence Bulldogs Brno     | 22 | 10 | 3  | 0  | 9  | 126 | 116 | 36 |
| 6.   | FBC ČPP Bystroň Group Ostrava | 22 | 9  | 1  | 1  | 11 | 119 | 144 | 30 |
| 7.   | Hu-Fa Panthers Otrokovice     | 22 | 8  | 2  | 0  | 12 | 102 | 105 | 28 |
| 8.   | FbŠ Bohemians                 | 22 | 6  | 1  | 6  | 9  | 138 | 154 | 26 |
| 9.   | ACEMA Sparta Praha            | 22 | 7  | 1  | 1  | 13 | 121 | 127 | 24 |
| 10.  | FBC Liberec                   | 22 | 5  | 3  | 2  | 12 | 113 | 156 | 23 |
| 11.  | Sokol Pardubice               | 22 | 5  | 2  | 3  | 12 | 102 | 140 | 22 |
| 12.  | Kanonýři Kladno               | 22 | 3  | 2  | 0  | 17 | 111 | 176 | 13 |

## Vyřazovací boje

### Pavouk
|  | Čtvrtfinále (na zápasy)       | Čtvrtfinále (na zápasy) |                         |   | Semifinále (na zápasy) | Semifinále (na zápasy) |  |  | Superfinále (skóre) | Superfinále (skóre) |
|  |                               |                         |                         |   |                        |                        |  |  |                     |                     |
|  |                               |                         |                         |   |                        |                        |  |  |                     |                     |
|  | Technologie Florbal MB        | 4                       |                         |   |                        |                        |  |  |                     |                     |
|  | Technologie Florbal MB        | 4                       |                         |   |                        |                        |  |  |                     |                     |
|  | FBC ČPP Bystroň Group Ostrava | 0                       |                         |   |                        |                        |  |  |                     |                     |
|  | FBC ČPP Bystroň Group Ostrava | 0                       | Technology Florbal MB   | 4 |                        |                        |  |  |                     |                     |
|  |                               |                         | Technology Florbal MB   | 4 |                        |                        |  |  |                     |                     |
|  |                               | Tatran Střešovice       | 2                       |   |                        |                        |  |  |                     |                     |
|  | Tatran Střešovice             | Tatran Střešovice       | 2                       | 4 |                        |                        |  |  |                     |                     |
|  | Tatran Střešovice             |                         |                         | 4 |                        |                        |  |  |                     |                     |
|  | FbŠ Bohemians                 | 2                       |                         |   |                        |                        |  |  |                     |                     |
|  | FbŠ Bohemians                 | 2                       | Technology Florbal MB   | 1 |                        |                        |  |  |                     |                     |
|  |                               |                         | Technology Florbal MB   | 1 |                        |                        |  |  |                     |                     |
|  |                               | FAT PIPE Florbal Chodov | 3                       |   |                        |                        |  |  |                     |                     |
|  | FAT PIPE Florbal Chodov       | FAT PIPE Florbal Chodov | 3                       | 4 |                        |                        |  |  |                     |                     |
|  | FAT PIPE Florbal Chodov       |                         |                         | 4 |                        |                        |  |  |                     |                     |
|  | Hu-Fa Panthers Otrokovice     | 1                       |                         |   |                        |                        |  |  |                     |                     |
|  | Hu-Fa Panthers Otrokovice     | 1                       | FAT PIPE Florbal Chodov | 4 |                        |                        |  |  |                     |                     |
|  |                               |                         | FAT PIPE Florbal Chodov | 4 |                        |                        |  |  |                     |                     |
|  |                               | 1. SC TEMPISH Vítkovice | 2                       |   |                        |                        |  |  |                     |                     |
|  | 1. SC TEMPISH Vítkovice       | 1. SC TEMPISH Vítkovice | 2                       | 4 |                        |                        |  |  |                     |                     |
|  | 1. SC TEMPISH Vítkovice       |                         |                         | 4 |                        |                        |  |  |                     |                     |
|  | itelligence Bulldogs Brno     | 0                       |                         |   |                        |                        |  |  |                     |                     |
|  | itelligence Bulldogs Brno     | 0                       |                         |   |                        |                        |  |  |                     |                     |

### Čtvrtfinále
První tři týmy si postupně zvolily soupeře pro čtvrtfinále z druhé čtveřice. Čtvrtfinále se hrálo na čtyři vítězné zápasy.
Technology Florbal MB – FBC ČPP Bystroň Group Ostrava 4 : 0 na zápasy – Zpráva
- 11. 3. 2017 19:00, Boleslav – Ostrava 17 : 31 (0:1, 2:2, 5:0)
- 12. 3. 2017 18:00, Boleslav – Ostrava 14 : 31 (5:0, 4:2, 5:1)
- 18. 3. 2017 17:00, Ostrava – Boleslav 14 : 51 (1:1, 1:2, 2:2)
- 19. 3. 2017 17:00, Ostrava – Boleslav 12 : 14 (1:5, 0:4, 1:5)

Tatran Střešovice – FbŠ Bohemians 4 : 2 na zápasy – Zpráva
- 12. 3. 2017 18:00, Tatran – Bohemians 8 : 6 (1:2, 4:4, 3:0)
- 13. 3. 2017 20:30, Tatran – Bohemians 6 : 5p (1:3, 0:1, 4:1, 1:0)
- 18. 3. 2017 14:00, Bohemians – Tatran 4 : 9 (0:3, 1:3, 3:3)
- 19. 3. 2017 14:00, Bohemians – Tatran 9 : 7 (4:3, 3:1, 2:3)
- 21. 3. 2017 18:45, Tatran – Bohemians 3 : 7 (2:3, 0:1, 1:3)
- 23. 3. 2017 18:00, Bohemians – Tatran 5 : 8 (1:4, 2:0, 2:4)

FAT PIPE Florbal Chodov – Hu-Fa Panthers Otrokovice 4 : 1 na zápasy – Zpráva
- 11. 3. 2017 18:00, Chodov – Otrokovice 13 : 2 (2:0, 5:0, 6:2)
- 12. 3. 2017 17:00, Chodov – Otrokovice 16 : 2 (3:1, 0:0, 3:1)
- 18. 3. 2017 20:00, Otrokovice – Chodov 15 : 2 (2:1, 1:1, 2:0)
- 19. 3. 2017 18:00, Otrokovice – Chodov 01 : 4 (0:1, 1:1, 0:2)
- 21. 3. 2017 20:31, Chodov – Otrokovice 14 : 2 (0:1, 0:0, 4:1)

1. SC TEMPISH Vítkovice – itelligence Bulldogs Brno 4 : 0 na zápasy – Zpráva
- 11. 3. 2017 15:20, Vítkovice – Bulldogs 8 : 7p (3:1, 1:3, 3:3, 1:0)
- 12. 3. 2017 17:00, Vítkovice – Bulldogs 7 : 6 ( 2:3, 3:3, 2:0)
- 18. 3. 2017 20:10, Bulldogs – Vítkovice 3 : 5 (2:1, 0:1, 1:3)
- 19. 3. 2017 17:00, Bulldogs – Vítkovice 6 : 7p (2:4, 2:1, 2:1, 0:1)

### Semifinále
Nejlépe umístěný tým v základní části z postupujících do semifinále (Technology Florbal MB) si zvolil soupeře (Tatran Střešovice) ze dvou nejhůře umístěných postupující týmů. Semifinále se hrálo na čtyři vítězné zápasy.
Technology Florbal MB – Tatran Střešovice 4 : 2 na zápasy – Zpráva
- 29. 3. 2017 20:30, Boleslav – Tatran 6 : 4 (4:0, 1:4, 1:0)
- 01. 4. 2017 19:00, Boleslav – Tatran 6 : 4 (4:2, 2:1, 0:1)
- 03. 4. 2017 18:30, Tatran – Boleslav 5 : 0 (0:0, 1:0, 4:0)
- 05. 4. 2017 18:30, Tatran – Boleslav 9 : 4 (2:4, 3:0, 4:0)
- 07. 4. 2017 19:00, Boleslav – Tatran 7 : 1 (1:1, 3:0, 3:0)
- 08. 4. 2017 14:30, Tatran – Boleslav 3 : 4p (1:1, 2:1, 0:1, 0.1)

FAT PIPE Florbal Chodov – 1. SC TEMPISH Vítkovice 4 : 2 na zápasy – Zpráva
- 28. 3. 2017 18:33, Chodov – Vítkovice 17 : 61 (4:3, 2:2, 1:1)
- 29. 3. 2017 18:33, Chodov – Vítkovice 15 : 91 (4:3, 4.2, 7:4)
- 02. 4. 2017 17:00, Vítkovice – Chodov 15 : 31 (1:0, 2:0, 2.3)
- 03. 4. 2017 20:30, Vítkovice – Chodov 14 : 11 (2:1, 1:5, 1:5)
- 06. 4. 2017 18:23, Chodov – Vítkovice 12 : 41 (0:1, 1:0, 1:3)
- 08. 4. 2017 17:00, Vítkovice – Chodov 13 : 51 (2:1, 0:2, 1:2)

### Superfinále
O mistru Superligy rozhodl jeden zápas tzv. superfinále 17. dubna 2017 v O2 Areně v Praze. Zápas sledovalo 11 237 diváků.
- 17. 4. 2017 16:15, Technology Florbal MB – FAT PIPE Florbal Chodov 1 : 3 (1:1, 0:0, 0:2)[3][23] – Zpráva

## Boje o udržení
Hráli 9. s 12. a 10. s 11. po základní části. Vítězové z 1. kola zůstali v Superlize, poražení hráli baráž.

### 1. kolo
ACEMA Sparta Praha – Kanonýři Kladno 4 : 1 na zápasy – Zpráva
- 18. 3. 2017 18:00, Sparta – Kladno 4 : 71 (3:1, 1:2, 0:4)
- 19. 3. 2017 17:45, Sparta – Kladno 6 : 41 (2:1, 1:0, 3:3)
- 25. 3. 2017 19:30, Kladno – Sparta 2 : 10 (1:2, 1:3, 0:5)
- 26. 3. 2017 19:30, Kladno – Sparta 7 : 81 (3:1, 3:6, 1:1)
- 01. 4. 2017 20:15, Sparta – Kladno 7 : 31 (2:2, 2.0, 3:1)

FBC Liberec – Sokol Pardubice 3 : 4 na zápasy – Zpráva
- 18. 3. 2017 18:00, Liberec – Pardubice 8 : 7 (4:2, 1:3, 3:2)
- 19. 3. 2017 17:00, Liberec – Pardubice 3 : 4 (0:1, 2:1, 1:2)
- 25. 3. 2017 20:00, Pardubice – Liberec 6 : 4 (3:1, 0:1, 3:2)
- 26. 3. 2017 17:00, Pardubice – Liberec 4 : 5 pn (1:0, 2:1, 1:3, 0:1)
- 12. 4. 2017 17:00, Liberec – Pardubice 5 : 4 (2:2, 0:2, 3:0)
- 18. 4. 2017 18:00, Pardubice – Liberec 4 : 2 (1:1, 0:0, 3:1)
- 15. 4. 2017 19:00, Liberec – Pardubice 5 : 7 (0:3, 4:2, 1:2)

### Baráž
Hráli poražení z 1. kola s poraženými dvojitého finále tohoto ročníku 1. ligy. Vítězové hráli v další sezóně Superligu, poražení 1. ligu.
FBC Liberec – FBŠ Hummel Hattrick Brno 3 : 0 na zápasy – Zpráva
- 23. 4. 2017 18:00, Liberec – Hattrick 9 : 3 (4:2, 1:0, 4:1)
- 29. 4. 2017 18:00, Hattrick – Liberec 3 : 4 (1.2, 2.2, 0:0)
- 30. 4. 2017 18:00, Hattrick – Liberec 6 : 7 (2.1, 1:5, 3:1)

Kanonýři Kladno – FBC Pullo Trade Česká Lípa 1 : 3 na zápasy – Zpráva
- 23. 4. 2017 17:00, Kladno – Česká Lípa 4 : 51 (1:3, 1:1, 2:1)
- 29. 4. 2017 19:00, Česká Lípa – Kladno 3 : 4p (2:0, 0:3, 1:0, 0:1)
- 30. 4. 2017 13:00, Česká Lípa – Kladno 9 : 51 (1:2, 2:3, 6:0)
- 06. 5. 2017 19:00, Kladno – Česká Lípa 4 : 10 (1:4, 1:1, 2:5)

## Konečné pořadí
| Pořadí           | Tým                           |
| ---------------- | ----------------------------- |
| Zlatá medaile    | FAT PIPE Florbal Chodov       |
| Stříbrná medaile | Technology Florbal MB         |
| Bronzová medaile | Tatran Střešovice             |
| 4.               | 1. SC TEMPISH Vítkovice       |
| 5.               | itelligence Bulldogs Brno     |
| 6.               | FBC ČPP Bystroň Group Ostrava |
| 7.               | Hu-Fa Panthers Otrokovice     |
| 8.               | FbŠ Bohemians                 |
| 9.               | ACEMA Sparta Praha            |
| 10.              | Sokol Pardubice               |
| 11.              | FBC Liberec                   |
| 12.              | Kanonýři Kladno               |

## Nejužitečnější hráči
Nejužitečnějšími hráči Superligy byli zvoleni:
1. Jiří Curney (Technology Florbal MB)
2. Patrik Dóža (FAT PIPE Florbal Chodov)
3. Marek Beneš (Tatran Střešovice)